# Блумсбари (Њу Џерзи)
Блумсбари (енгл. Bloomsbury) град је у америчкој савезној држави Њу Џерзи.

## Демографија
По попису из 2010. године број становника је 870, што је 16 (-1,8%) становника мање него 2000. године.
| Група             | 2000.       | 2010.       |
| Белци             | 861 (97,2%) | 799 (91,8%) |
| Афроамериканци    | 3 (0,3%)    | 9 (1,0%)    |
| Азијати           | 3 (0,3%)    | 16 (1,8%)   |
| Хиспаноамериканци | 13 (1,5%)   | 35 (4,0%)   |
| Укупно            | 886         | 870         |